# Zwartsprietdikkopje
Het zwartsprietdikkopje (Thymelicus lineola) is een dagvlinder uit de familie Hesperiidae (dikkopjes).

## Kenmerken
De vleugel varieert in lengte tussen de 12 en 14 millimeter en is aan de bovenkant oranje/bruin en aan de onderkant geel/bruin met lichte vlekken. Hij kan makkelijk verward worden met het geelsprietdikkopje.

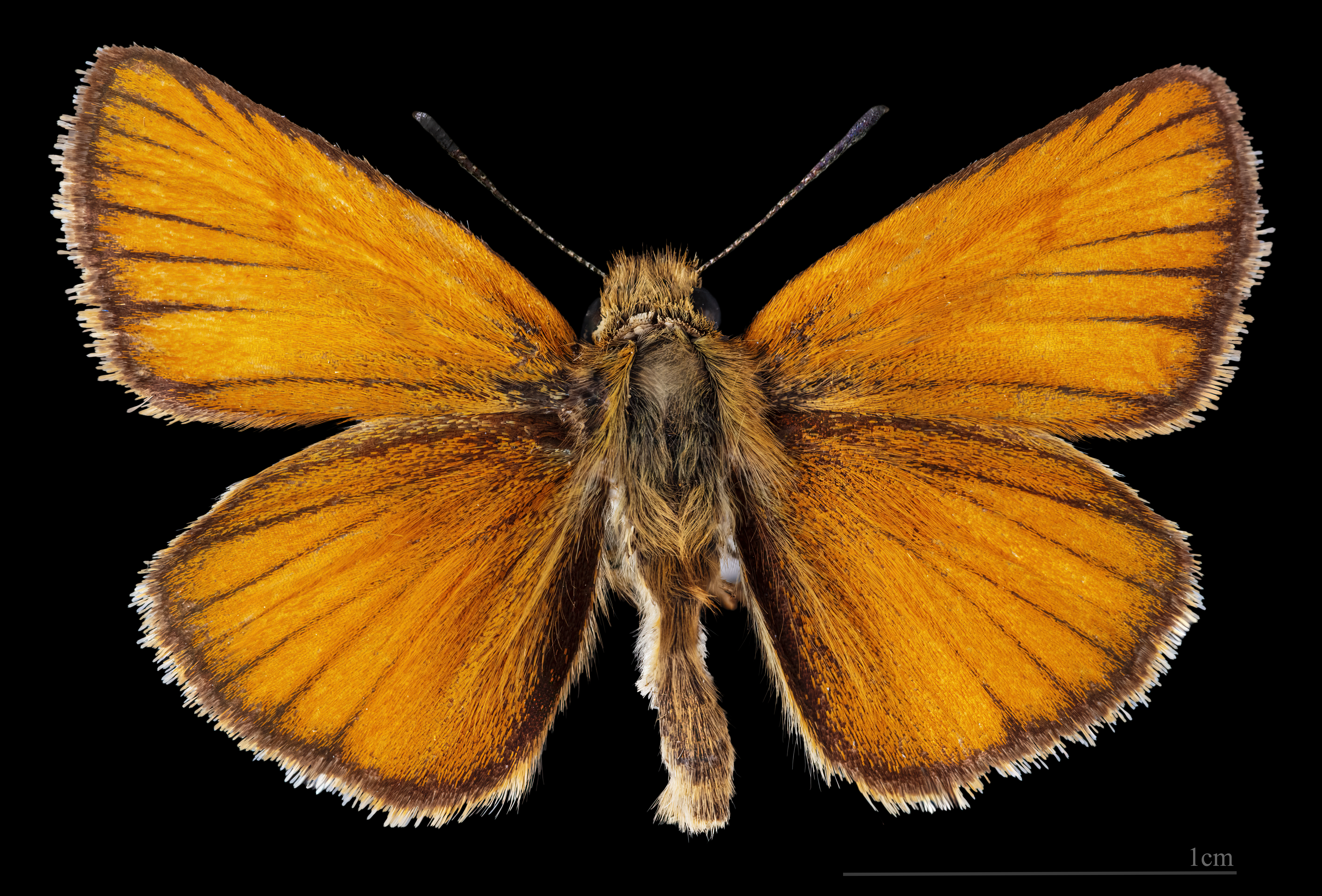
Thymelicus lineola ♂
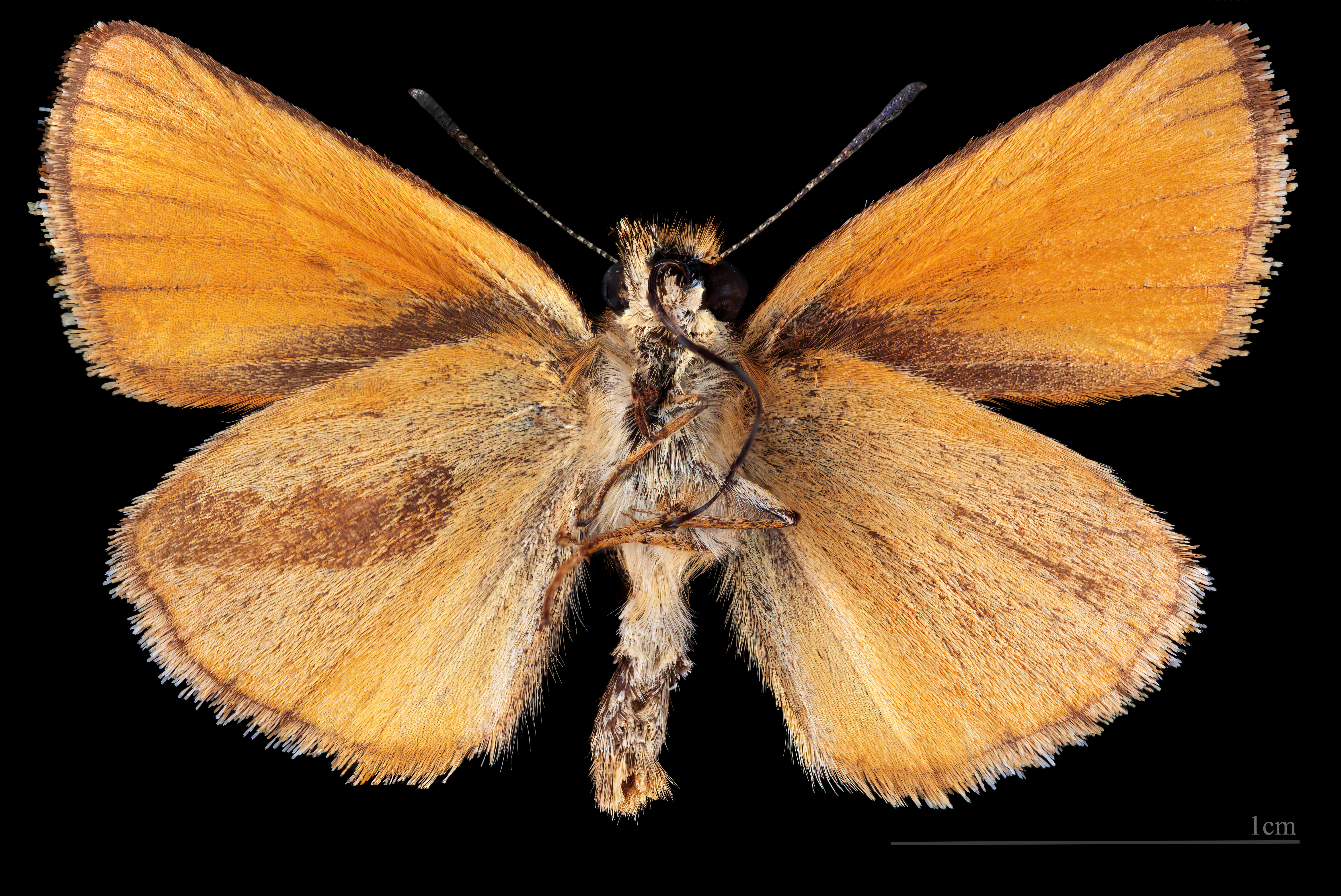
♂ △
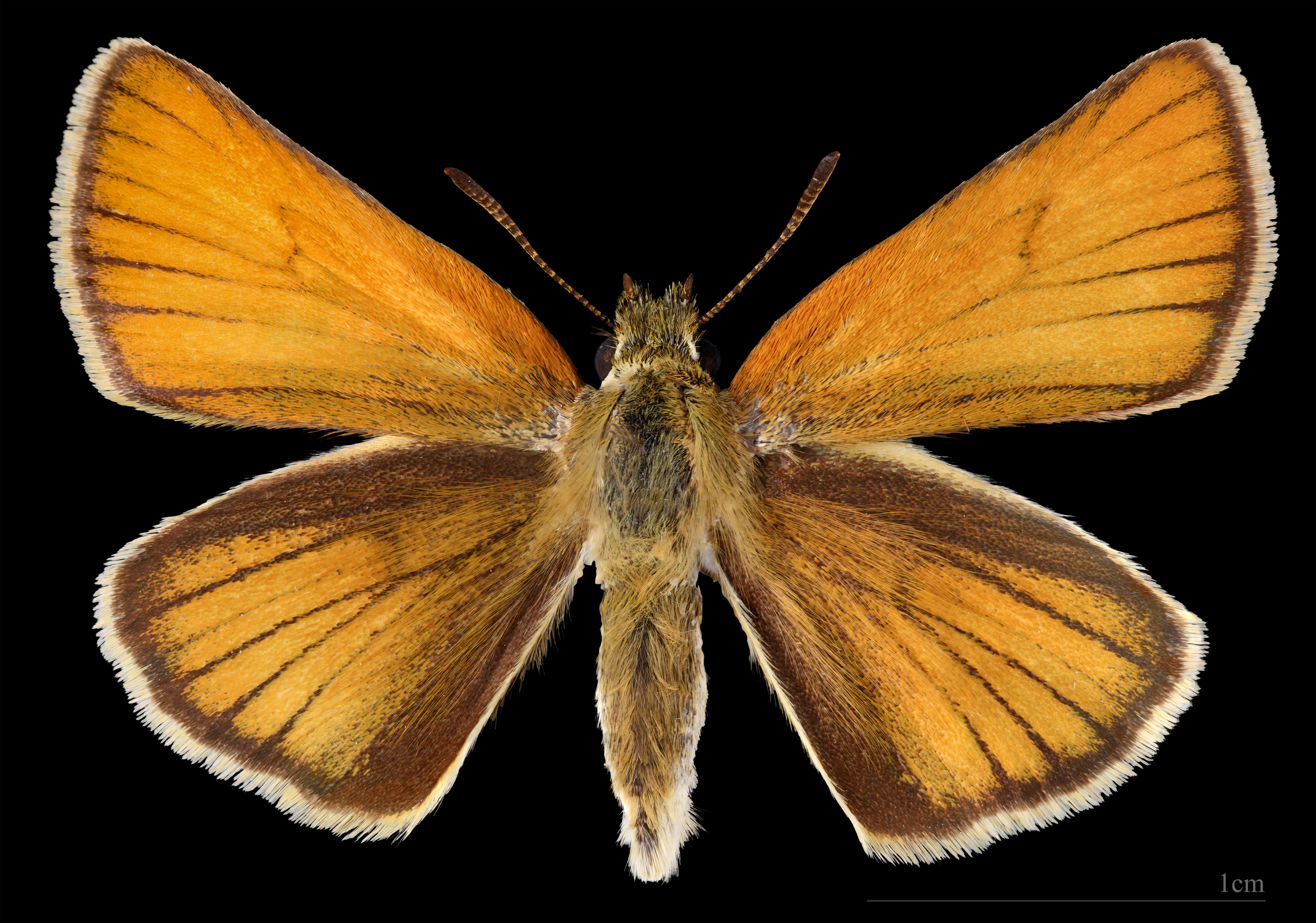
♀
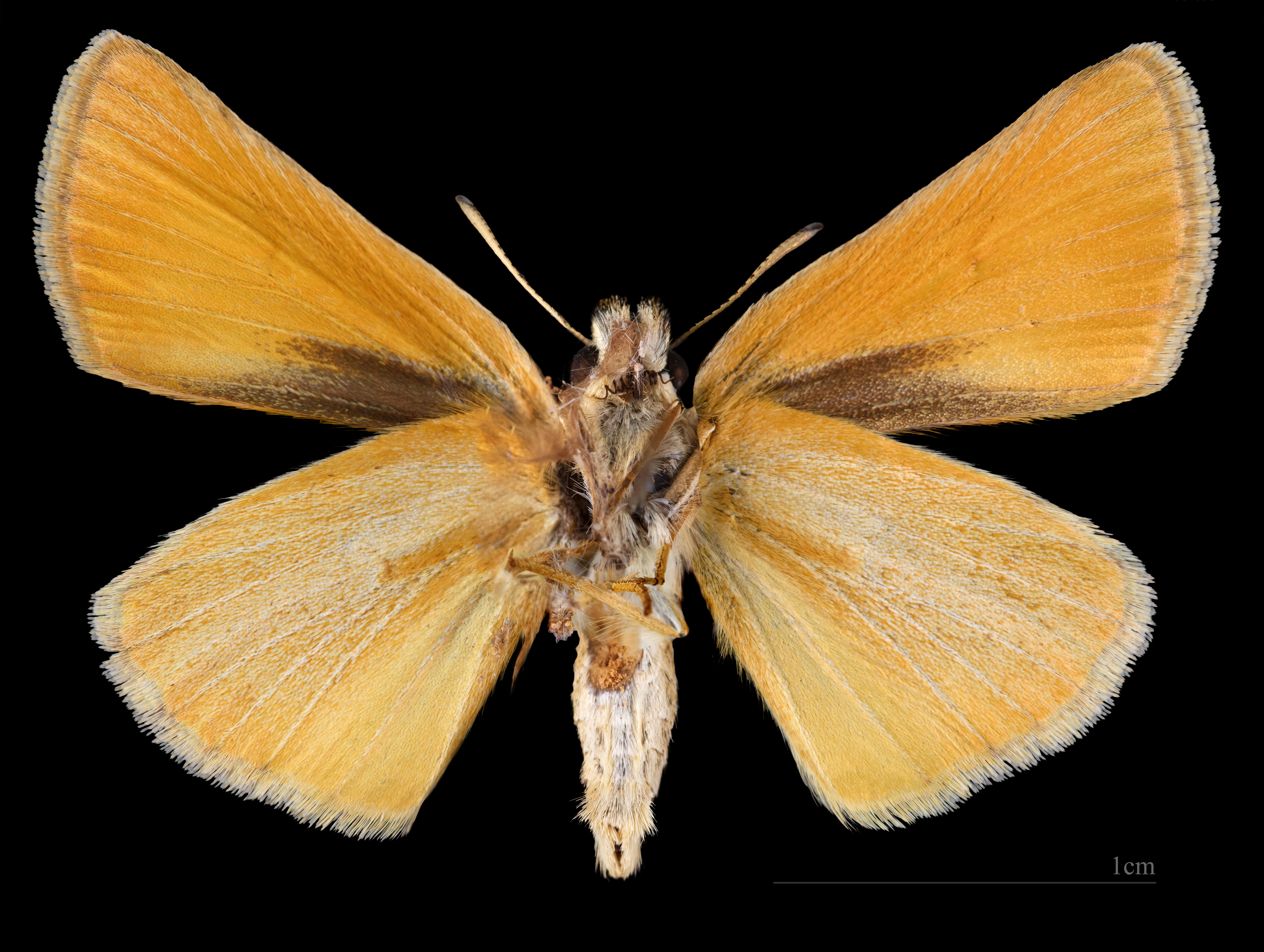
♀ △

## Verspreiding en leefgebied
Het zwartsprietdikkopje is wijdverbreid in heel Europa, noordelijk Afrika, Azië en Noord-Amerika en komt voor op bloemrijke plaatsen en ruig grasland, zonnige wegbermen, meerjarig kruidenrijk grasland.
De rups leeft op diverse grassoorten zoals kweek en witbol. In berggebied komen ze tot een hoogte van 2200 meter voor.

## Vliegtijd
De vliegtijd is van mei tot en in augustus in één generatie.